# José Ramón Fernández
José Ramón Fernández (4 novembre 1923 à Santiago de Cuba - 6 janvier 2019 à la Havane) était un dirigeant communiste cubain, vice-président du Conseil des ministres. Il est connu pour avoir été le commandant des forces armées cubaines lors du débarquement de la baie des Cochons en avril 1961, bataille qu'il remporte contre une coalition d'exilés cubains anti-castristes, entraînée et armée par la CIA,.

## Biographie
Fils de deux émigrants espagnols d'Oviedo et de Morcín, José Ramón Fernández né en 1923 à Santiago de Cuba et a fait ses études à l'école publique, jusqu'à ce qu'il décide des études militaires.
José Ramon Fernandez intègre l'armée cubaine dans les années 1940, à l'époque où l'île est dirigée par le régime pro-américain de Fulgencio Batista et poursuit son cursus à l'école d'artillerie de l'armée des États-Unis à Fort Sill, dans l'Oklahoma, où il est diplômé au début des années 1950.
Au milieu des années 1950, il rejoint les rangs de la guérilla menée par Fidel Castro contre la dictature de Batista.
Capturé en 1956, il était reste emprisonné jusqu'au triomphe de la révolution cubaine trois ans plus tard, qui mène à la prise de pouvoir de Fidel Castro, qui lui demande de réintégrer les forces armées révolutionnaires, et lui confie la formation de la milice civile cubaine.
Il était alors le seul officier de l'ancienne armée à qui Castro assignait le commandement des troupes.

## Débarquement de la baie des Cochons
A la suite de la révolution cubaine, une vague de nationalisation de toutes les entreprises américaines, ainsi qu'une réforme agraire menaçant les intérêts des États-Unis, pousse le gouvernent américain à tenter de renverser le nouveau gouvernement socialiste, qui amorce par ailleurs un rapprochement diplomatique avec l'Union soviétique. 
En avril 1961, le gouvernement américain et la CIA organisent un débarquement de 1400 exilés cubains rassemblés dans la « Brigade 2506 ». À la suite de plusieurs bombardements américains effectués au moyens d'avions peints aux couleurs cubaines pour faire croire à une attaque d'exilés cubains indépendante des États-Unis, Fidel Castro se tient prêt pour un débarquement. 
Une importante résistance populaire alors que les Américains pariaient sur un soutien de la population, permet de mettre en échec le débarquement des exilés cubains. Le rôle des milices populaires formées et commandés par José Ramón Fernández s'avère décisif. 
Les États-Unis, soucieux de se préserver d'accusation d'ingérence, s'abstiennent d'apporter un soutien plus massif à la brigade 2506, et vont jusqu'à nier toute implication dans cette opération. Des bombardements américains par des jets non identifiables sont effectués le 19 avril au matin, mais sans parvenir à inverser la tendance. 
La brigade 2506 annonce sa reddition le même jour. 

## Suites
Homme de confiance des frères Fidel et Raúl Castro, il est par la suite nommé général, en 1966, puis occupe divers postes dans l'armée, du gouvernement et du Parti communiste (élu député à l’Assemblée nationale en 1976), ainsi que la tête du Comité olympique cubain de 1997 à 2018,.
En 2001, il est élevé eu rang de « héros national ».
Il meurt à l'âge de 95 ans le 6 janvier 2019.